# 桜川市立猿田小学校
桜川市立猿田小学校（さくらがわしりつ さるたしょうがっこう）は、かつて茨城県桜川市猿田にあった公立小学校。2021年3月をもって桜川市立羽黒小学校に併合され廃校となった。

## 概要

### 学校経営方針・さるたプライド
- 職員︰猿田小の児童は教職員の誇りです
- 児童︰猿田小で学んだことが誇りです
- 保護者・地域︰猿田小は私たちの誇りです

## 沿革
- 1873年（明治6年） - 松田小学校として開校
- 1876年（明治9年） - 松田小学校が廃校。曽根に知新小学校、木植に木植小学校が開校
- 1878年（明治11年） - 曽根小学校と改称
- 1884年（明治17年） - 羽黒小学校曽根分校
- 1891年（明治24年） - 独立して曽根小学校
- 1904年（明治37年）5月15日 - 東那珂第一尋常小学校開校（曽根、猿田、今泉、木植、高幡の一部を学区とする。この日を創立記念日とする）
- 1941年（昭和16年） - 国民学校令公布。東那珂第一国民学校と改称
- 1947年（昭和22年） - 学校教育法公布。東那珂村立東那珂第一小学校と改称
- 1955年（昭和30年）3月31日 - 町村合併により岩瀬町立猿田小学校と改称
- 1968年（昭和43年） - 校章、校歌、校旗を制定
- 1980年（昭和55年） - 屋内体育館完成
- 1982年（昭和57年） - プ－ル竣工
- 1988年（昭和63年）5月15日 - 永久校舎竣工。記念事業完成
- 2005年（平成17年）10月 - 町村合併により桜川市立猿田小学校となる。
- 2021年（令和3年）4月1日 - 羽黒小学校に併合され廃校となる。

## 通学区
- 桜川市猿田、曽根、木植、今泉

## 交通
- JR東日本・水戸線 羽黒駅より徒歩約40分